# CHON

CHNOPS六種元素之原子的相對大小圖解

CHON是指構成地球上生命體的四種主要化學元素，包括碳（C）、氫（H）、氧（O）和氮（N）。生物學家和相關領域的科學家很多時候都會以這四種元素的化學符號將它們合稱做「CHON」。在人體中，CHON約佔人體總重量的96%，其餘4%則為礦物質元素（分為巨量礦物質和微量礦物質）。
若再加上巨量礦物質中的磷（P）和硫（S），則可將這六種化學元素合稱為CHNOPS。這六種元素構成了地球上幾乎所有的生物分子，直至今日的所有已知生物全部都需要CHNOPS才能夠維持體內的基礎生化功能。這些元素都是非金屬元素。
| 元素 | 符號 | 在植物中的質量占比 | 在動物中的質量占比 | 生物用途                                   |
| ---- | ---- | ------------------ | ------------------ | ------------------------------------------ |
| 碳   | C    | 12%                | 19%                | 存在於醣類、脂質、核酸和蛋白質中。         |
| 氫   | H    | 10%                | 10%                | 存在於醣類、脂質、核酸和蛋白質中。         |
| 氮   | N    | 1%                 | 4%                 | 存在於核酸、蛋白質和一些脂質（如鞘脂）中。 |
| 氧   | O    | 77%                | 63%                | 存在於醣類、脂質、核酸和蛋白質中。         |
| 磷   | P    | <1%                | <1%                | 存在於脂質和核酸中。                       |
| 硫   | S    | <1%                | <1%                | 存在於蛋白質中。                           |

CHON組成了醣類、蛋白質、核酸和脂質等生命所必需的基本物質分子。CHNOPS當中的前5種元素是組成核酸的主要成份，而硫則是半胱胺酸和甲硫胺酸這兩種重要胺基酸的成份之一。